# Spółka partnerska
Spółka partnerska – typ spółki osobowej wprowadzony do polskiego systemu prawa z dniem 1 stycznia 2001 r. przez ustawę Kodeks spółek handlowych z dnia 15 września 2000.
Spółkę partnerską tworzą wspólnicy (partnerzy) w celu wykonywania wolnego zawodu w spółce prowadzącej przedsiębiorstwo pod własną firmą. Wobec czego niedopuszczalne jest tworzenie spółek partnerskich w innym celu niż wykonywanie wolnego zawodu, a także w celu wykonywania jakiejś działalności gospodarczej, np. produkcyjnej czy handlowej, obok wykonywania wolnego zawodu. Do założenia spółki partnerskiej potrzebny jest wpis do Krajowego Rejestru Sądowego.
Unikatową, jak na spółkę osobową, cechą spółki partnerskiej jest możliwość ustanowienia zarządu identycznego jak w spółce z o.o. Nie jest on jednak organem tej spółki, gdyż tylko osoby prawne działają przez swoje organy. W skład zarządu wchodzi przynajmniej jeden partner.
W Polsce zarejestrowanych jest ok. 2,4 tys. spółek partnerskich (dane na koniec 2019 r.).

## Geneza
Pierwowzór spółki partnerskiej powstał w prawie amerykańskim pod postacią Limited Liability Partnership (LLP). Spółka ta pojawiała się w prawie stanowym Teksasu w 1991 r. Następnie ten rodzaj spółki został inkorporowany także do prawa państw europejskich.

## Wspólnicy
Wspólnikami w spółce partnerskiej – zwanymi partnerami – mogą być tylko osoby fizyczne. Utworzyć takiej spółki nie mogą zatem osoby prawne, spółki cywilne czy inne handlowe spółki osobowe, choćby tworzyli je reprezentanci wolnych zawodów. Co więcej, spółkę partnerską mogą zawiązać tylko te osoby, które wykonują jeden z następujących rodzajów wolnych zawodów:
| Grupa zawodów | Lista zawodów |
| ------------- | --- |
| finansowe     | - biegły rewident - broker ubezpieczeniowy - doradca inwestycyjny - księgowy - makler papierów wartościowych                           |
| medyczne      | - aptekarz - fizjoterapeuta - lekarz dentysta - pielęgniarka - położna - diagnosta laboratoryjny                                       |
| prawnicze     | - adwokat - doradca podatkowy - notariusz - radca prawny                                                                               |
| inne          | - architekt - inżynier budownictwa - lekarz weterynarii - psycholog - rzecznik patentowy - rzeczoznawca majątkowy - tłumacz przysięgły |

## Odpowiedzialność wspólników
Wszyscy partnerzy solidarnie odpowiadają ze spółką za zaciągnięte przez spółkę zobowiązania, które wiążą się z jej zwykłym funkcjonowaniem (np. spłata kredytów, zobowiązania podatkowe).
Odrębnie kształtuje się odpowiedzialność partnerów za obowiązania spółki powstałe w związku z wykonywaniem przez pozostałych partnerów wolnego zawodu w spółce. Jak stanowi art. 95 Kodeksu spółek handlowych:

§ 1. Partner nie ponosi odpowiedzialności za zobowiązania spółki powstałe w związku z wykonywaniem przez pozostałych partnerów wolnego zawodu w spółce, jak również za zobowiązania spółki będące następstwem działań lub zaniechań osób zatrudnionych przez spółkę na podstawie umowy o pracę lub innego stosunku prawnego, które podlegały kierownictwu innego partnera przy świadczeniu usług związanych z przedmiotem działalności spółki.

§ 2. Umowa spółki może przewidywać, że jeden albo większa liczba partnerów godzą się na ponoszenie odpowiedzialności tak jak wspólnik spółki jawnej.

Przyjmuje się, że przy wspólnych projektach za szkodę odpowiada ten partner, który popełnił błąd.
Powyższe szczególne zasady odpowiedzialności partnerów mają uzasadnienie ekonomiczne, gdyż:

Ekonomiczną genezą spółki partnerskiej jest dążenie do ograniczenia ryzyka podmiotów wykonujących wolne zawody. Wspólną cechą zdecydowanej większości z nich jest podejmowanie decyzji w sytuacji niemożliwości lub trudności ustalenia wszystkich przesłanek jej podjęcia oraz możliwości przewidzenia wszystkich konsekwencji podejmowanych działań. [...] Spółka partnerska pozwala na wykluczenie ryzyka osobistej odpowiedzialności za błędy innych wspólników i podległych im osób przy jednoczesnym zachowaniu zasady osobistej odpowiedzialności za błędy popełnione osobiście oraz błędy osób podległych kierownictwu danego wspólnika.

Podkreśla się, że „ograniczona podmiotowo możliwość zastosowania konstrukcji spółki partnerskiej wywołuje wątpliwości z punktu widzenia konstytucyjnej normy równości wobec prawa”.

## Cechy charakterystyczne spółki partnerskiej
- umowa spółki wymaga formy pisemnej pod rygorem nieważności (do 8.01.2009 r. umowa spółki partnerskiej wymagała formy aktu notarialnego; zmiany zostały wprowadzone przez art. 1 pkt 4 Ustawy z dnia 23 października 2008 r. o zmianie ustawy – Kodeks spółek handlowych (Dz.U. z 2008 r. nr 217, poz. 1381), która weszła w życie z dniem 8.01.2009 r.)
- powstaje z chwilą wpisu do KRS,
- celem spółki jest wykonywanie wolnego zawodu,
- odpowiedzialność wspólników jest ograniczona, tzn. partner nie odpowiada za zobowiązania spółki wynikające z działalności innych partnerów związanych z wykonywaniem wolnego zawodu,
- działa pod własną firmą,
- firma powinna zawierać nazwisko co najmniej jednego partnera, dodatkowe oznaczenie „i partner” bądź „i partnerzy” albo „spółka partnerska” oraz określenie wolnego zawodu wykonywanego w spółce,
- pierwotnie musi się składać z co najmniej dwóch wspólników.

## Powody rozwiązania spółki partnerskiej
- przyczyny przewidziane w umowie spółki,
- jednomyślna uchwała wszystkich partnerów,
- ogłoszenie upadłości spółki,
- utrata przez wszystkich partnerów prawa do wykonywania wolnego zawodu (gdy pozostaje tylko jeden partner lub gdy tylko jeden partner posiada uprawnienia do wykonywania wolnego zawodu, spółka ulega rozwiązaniu najpóźniej z upływem roku),
- śmierć partnera lub ogłoszenie jego upadłości,
- wypowiedzenie umowy spółki przez partnera lub wierzyciela partnera,
- prawomocne orzeczenie sądu.